# Вёнзув
Вёнзув (пол. Wiązów, нем. Wansen)  —  город  в Польше, входит в Нижнесилезское воеводство,  Стшелинский повят.  Имеет статус городско-сельской гмины. Занимает площадь 9,16 км². Население — 2207 человек (на 2004 год).